# Volo Transbrasil 303
Il volo Transbrasil 303 era un volo passeggeri di linea nazionale dall'aeroporto di San Paolo-Congonhas, San Paolo, all'aeroporto Internazionale Hercílio Luz di Florianópolis, in Brasile. Il 12 aprile 1980, un Boeing 727 operante il volo si schiantò durante l'avvicinamento all'aeroporto di Florianópolis. Solo tre delle 58 persone a bordo sopravvissero all'incidente.

## L'aereo
Il velivolo coinvolto era un Boeing 727-27C, marche PT-TYS, numero di serie 19111, numero di linea 297. Volò per la prima volta nel luglio 1966 e venne consegnato a Braniff International Airways nello stesso mese, per poi essere ceduto a Transbrasil in prestito nel novembre 1975 e definitivamente nel 1976. Era spinto da 3 motori turboventola Pratt & Whitney JT8D-7. Al momento dell'incidente, l'aereo aveva circa 14 anni.

## L'incidente
Il 12 aprile, il volo sarebbe dovuto volare da Belém a Porto Alegre, con scali a Fortaleza, Brasilia, Vitória, Rio de Janeiro, San Paolo, Curitiba e Florianópolis. Dopo essere decollato da Belém e aver effettuato la maggior parte dei suoi scali, il volo 303 partì in prima serata dall'aeroporto di Congonhas diretto a Florianopolis, l'ultimo scalo prima della destinazione finale del volo, Porto Alegre.
L'aereo era in avvicinamento strumentale notturno all'aeroporto internazionale Hercílio Luz durante un forte temporale. Dopo aver raggiunto il radiofaro non direzionale (NDB) di Florianópolis, situato vicino al ponte Hercílio Luz, il Boeing 727 scese da 3 000 piedi (910 m) a 2 000 piedi (610 m) e iniziò il suo avvicinamento. Intorno alle 20:38, l'aereo andò fuori rotta, colpì il lato nord della collina Morro da Virgínia ed esplose. Il luogo dell'incidente era nella città di Ratones, a circa 24 km a nord dell'aeroporto di Florianópolis. Il forte impatto dell'aereo con gli alberi nell'area causò la completa distruzione della fusoliera, espellendo alcuni passeggeri, incluso qualcuno dei sopravvissuti.
Il luogo dell'incidente era difficile da raggiungere. Le squadre di soccorso raggiunsero il sito solo intorno alle 22:00, un'ora e mezza dopo l'incidente. Quando una squadra trovò quattro sopravvissuti, un'altra aprì una radura nel bosco per consentire l'atterraggio di un elicottero. Durante la notte, i quattro sopravvissuti furono trasferiti in elicottero agli ospedali di Florianópolis mentre i corpi delle vittime vennero raccolti per essere trasportati all'Instituto Médico Legal. La mattina del 13 aprile, le autorità dovettero bloccare centinaia di persone che tentavano di invadere il luogo dell'incidente. Qualche tempo dopo, uno dei sopravvissuti morì, riducendo il numero dei sopravvissuti a tre.

## Le indagini
Il Cockpit Voice Recorder (CVR) e il Flight Data Recorder (FDR) vennero trovati e recuperati il 14 aprile. L'analisi dei registratori non indicò alcuna anomalia nell'aereo.
Le cause probabili furono una valutazione errata della velocità e della distanza, una supervisione del volo inadeguata, il mancato avvio di un riattaccata e un funzionamento erroneo della potenza dei motori.
L'aereo era pilotato da un ispettore del Dipartimento dell'Aviazione Civile, che si stava addestrando per il ruolo di supervisore su del Boeing 727. L'addestramento era supervisionato dal comandante dell'aereo. Il maltempo causò il ritardo del volo e l'incidenza dei fulmini ostacolò il funzionamento dell'NDB di Florianópolis, generando un falso segnale di posizione, che pregiudicò il giudizio dell'equipaggio. L'eccessiva sicurezza da parte dei piloti riguardo alla loro posizione impedì che l'avvicinamento fosse interrotto. L'aereo volò al di sotto del limite di sicurezza di quella regione, a circa 60 m di altitudine, e si schiantò sul Morro da Virgínia, colpendo gli alberi fino a raggiungere il lato nord della collina.
All'incidente contribuì anche la mancanza di moderni aiuti alla navigazione all'aeroporto di Florianopolis, poiché a differenza dei principali aeroporti dell'epoca che utilizzavano i sistemi VOR e ILS/DME, l'aeroporto di Florianópolis utilizzava l'obsoleto NDB come unico ausilio alla navigazione.

## Conseguenze
Dopo l'incidente, l'Aeronautica Militare brasiliana accelerò l'attuazione di CINDACTA II nel novembre 1982, mentre Infraero implementò, tra il luglio 1981 e l'aprile 1982, un nuovo sistema di aiuto alla navigazione all'aeroporto Hercílio Luz, composto da radar, ILS/DME e VOR mentre l'attrezzatura NDB obsoleta venne disabilitato.
Transbrasil stava vivendo una grave crisi finanziaria dal 1975, aggravata dall'incidente e da minacce di scioperi e licenziamenti. Per non fallire (a metà del 1987 Transbrasil aveva un debito di circa 120 milioni di dollari), la compagnia aerea accettò di ricevere ingenti contributi finanziari dal governo brasiliano che intervenne nella direzione della compagnia tra il 1988 e il 1989. Dopo una cattiva gestione, Transbrasil cessò l'attività nel 2001, lasciando un debito di circa 1,5 miliardi di R$.